# راوی تاندون
راوی تاندون (هندی: रवि टंडन؛ زادهٔ ۱۷ فوریهٔ ۱۹۳۵ – ۱۱ فوریهٔ ۲۰۲۲) یک کارگردان اهل هند بود.
وی کارگردان فیلم‌هایی همچون مجبور، هزار رنگ ما، اگر دزد هستی... و دروغگوی بزرگ بود.